# Жан-Филипп-Франсуа Орлеанский
Жан-Филипп-Франсуа Орлеанский, по прозванию Орлеанский шевалье (фр. Jean Philippe François d’Orléans, le chevalier d’Orléans; 28 августа 1702, Шильи-Мазарен — 16 июня 1748, Париж) — французский военно-морской деятель, генерал.

## Биография
Жан-Филипп был внебрачным сыном регента Франции и принца крови Филиппа II Шарля де Бурбона и его любовницы Марии-Луизы-Мадлен-Викторины Ле-Бель де Ла-Буасьер, графини д’Аржентон (1684—1747). В 1706 году Филипп де Бурбон признаёт ребёнка и усыновляет его. Уже в детстве Жану-Филиппу в сеньориальное владение отписываются земли и доходы аббатства Отвильер.
Поступив на военную службу, Жан-Филипп уже в июне 1718 года назначается генералом французского галерного флота. Хотя это звание в то время во Франции имело исключительно почётное, титулярное назначение, молодой аристократ отнёсся к нему весьма серьёзно, и уже в том же 1718 году взялся за серьёзное изучение навигации и морского дела. Добившись выделения государственных средств, он строит новые суда и создаёт возрождённый, дееспособный гребной флот. Впрочем, через 3 года после смерти Жана-Филиппа, созданный им морской гребной корпус был упразднён.
Жан-Филипп был также избран Великим приором Мальтийского ордена во Франции. Заняв после этого резиденцию приора в парижском Тампле, он использует её для громких празднеств и фестивалей.
От любовной связи Жана-Филиппа Орлеанского с Амалией-Габриэлой де Ноай (1702—1742), дочерью маршала Франции Адриена-Мориса де Ноай родилась Амалия-Анжелика де Вильер (1723—1771), которую он обручил в 1744 году с Ги-Феликсом Пиньятелли, графом Эгмонтом, принцем Гаврским (1720—1753).